# Stéphane Halot
Stéphane Jules Jacques Auguste Marie Halot (* 1. November 1897 in Brüssel; † nach 1956) war ein belgischer Tennisspieler und Diplomat.

## Leben
Halot studierte an der Université Saint-Louis – Bruxelles. Er diente im Ersten Weltkrieg.
Halot spielte Anfang der 1920er Jahre eine Handvoll Tennisturniere. Am bekannsten sind seine zwei Teilnahmen an den Olympische Sommerspielen. 1920 in Antwerpen nahm er am Doppel teil, wo er mit Victor de Laveleye in der ersten Runde ausschied. Neben Marie Storms im Mixed gewann er das erste Match, ehe sie im Viertelfinale den tschechoslowakischen späteren Bronzegewinnern Milada Skrbková und Ladislav Žemla in zwei Sätzen unterlagen. Vier Jahre später in Paris schied er im Doppel erneut zum Auftakt aus, während er im Einzel und Mixed (neben Anne de Borman) jeweils einen Sieg verbuchen konnte. Neben einer Finalteilnahme 1922 in Royan ist darüber hinaus nur noch seine Teilnahme an den Hartplatz-Weltmeisterschaften 1922 überliefert, wo er in der zweiten Runde Alain Gerbault unterlag.
Halot war zu dieser Zeit Mitglied des renommierten Royal Léopold Club, der erfolgreichste belgische Tennisverein der Zeit.
Nach dem Ersten Weltkrieg schlug Halot eine Karriere als Diplomat ein und wurde Teil des diplomatischen Corps, der die Verbindungen der Ländern neu zu knüpfen versuchte. Er war als Sekretär in Prag (1920–1921), Berlin (1923–1927) und Paris (1928–1936) tätig, außerdem als Konsul (1936) und Generalkonsul in Prag (1939–1940) sowie als Gesandter-Botschaftsrat in der Türkei (1945–1951). 1951 wurde er zum Botschafter in Indien ernannt. 1956 unterzeichnete er die Protokolle von Tanger, die die Stadt unter die Herrschaft Marokkos stellten. Über das weitere Leben Halots ist nichts bekannt.